# شفافیت بین‌الملل

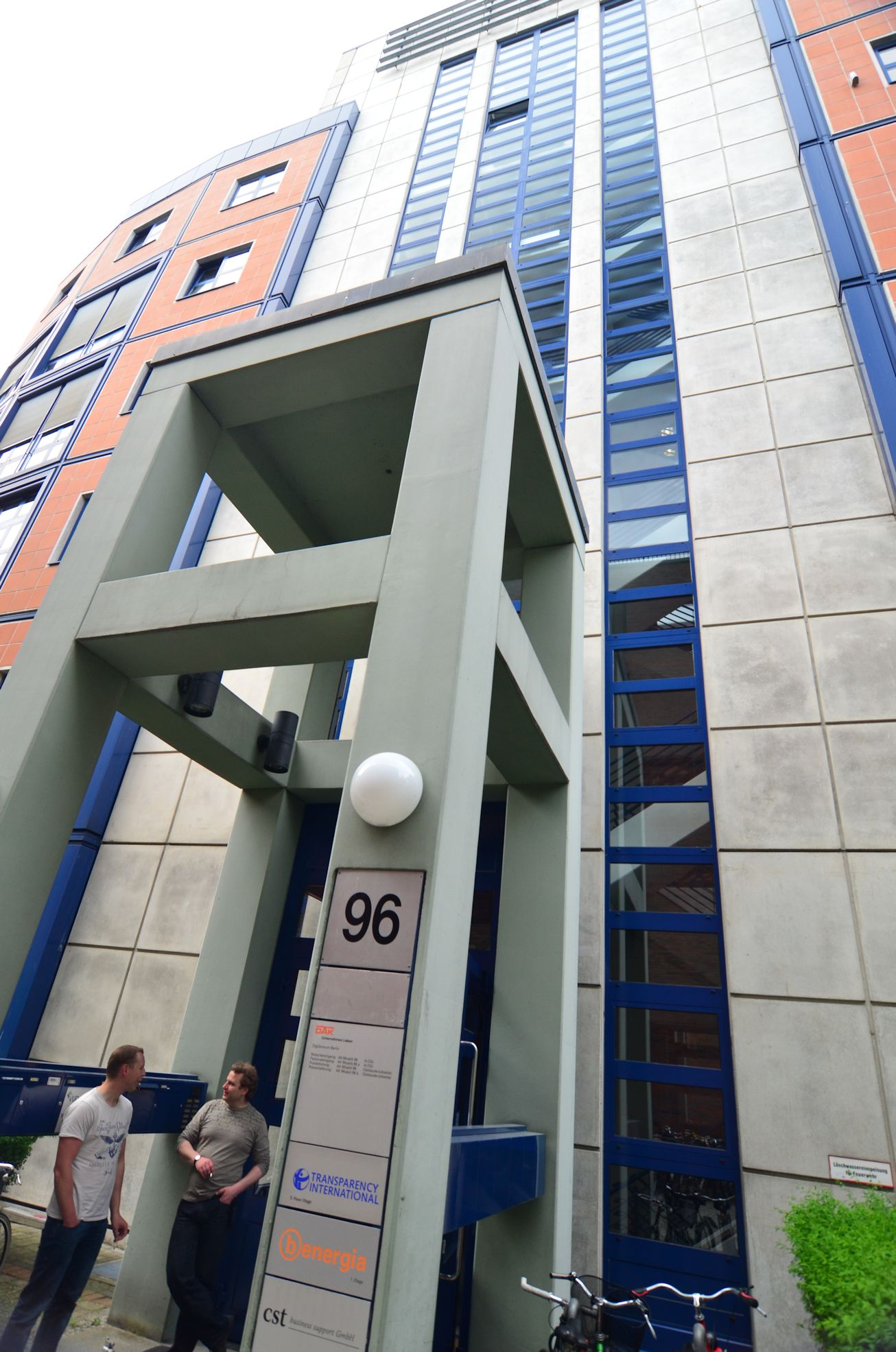

شفافیت بین‌الملل (به انگلیسی: Transparency International) یک سازمان غیردولتی است که در سال ۱۹۹۳ تأسیس شد و دفتر اصلی آن در برلین، آلمان قرار دارد. هدف این سازمان که در حدود ۱۰۰ کشور نمایندگی دارد تلاش برای مبارزه با فساد و افزایش آگاهی در مورد آن است. این سازمان به‌طور سالیانه اقدام به انتشار شاخص ادراک فساد می‌کند. سنجش فساد به استفاده از شاخص‌های نظیر فساد، اختلاس، رشوه‌گیری، خرید و فروش پست‌های دولتی، رشوه‌پذیری دستگاه قضایی، فساد مالی در میان سیاستمداران و مقام‌های دولتی و عدم مقابله کافی یا ناکارایی در پیکار علیه فروش مواد مخدر است.